# Hiller-Brandtsche Häuser
Koordinaten: 52° 23′ 43,5″ N, 13° 3′ 6,4″ O

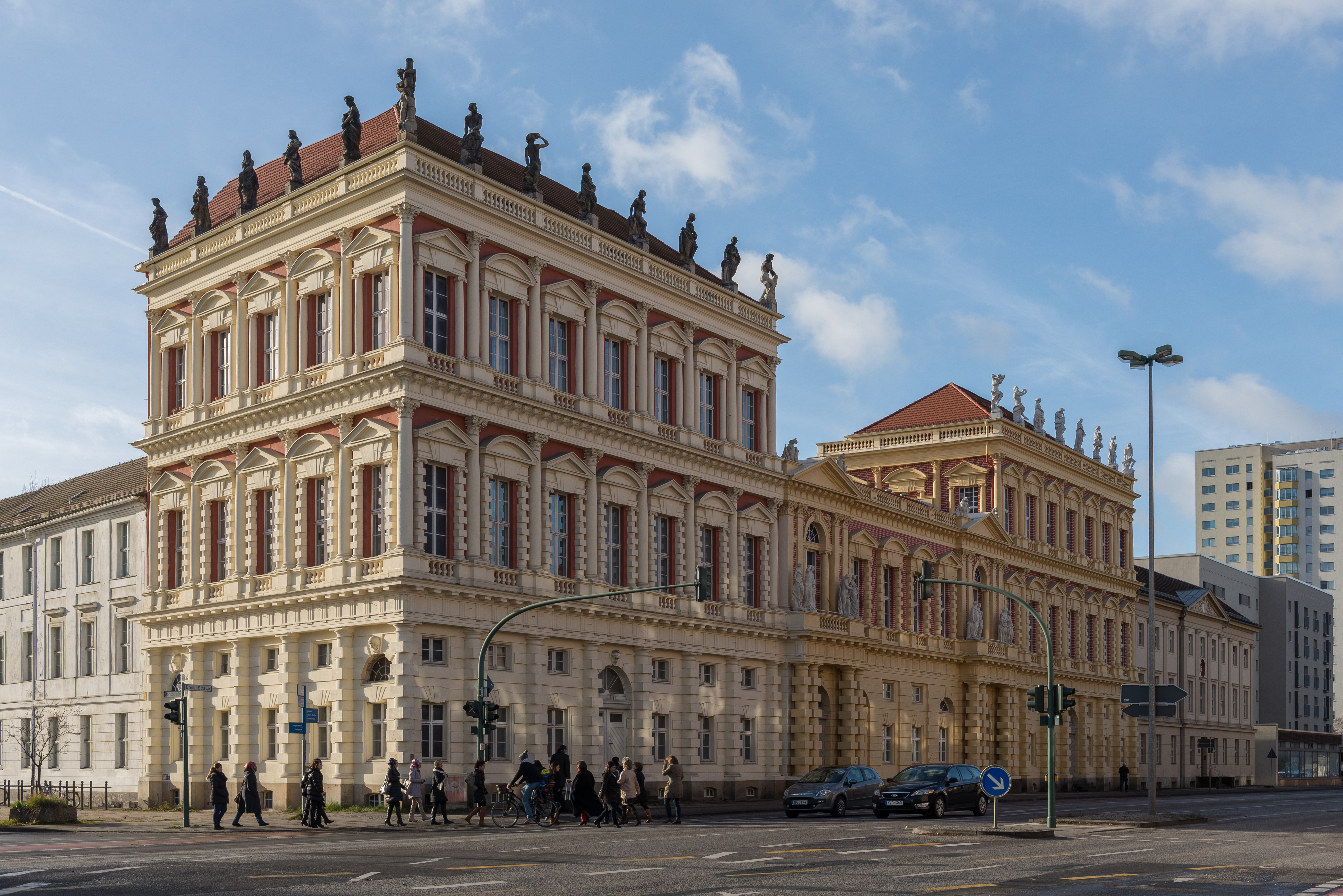
Ansicht gegen Südwesten (2013)
Der flachere Gebäudemittelteil diente der Einquartierung von Soldaten

Als Hiller-Brandtsche Häuser bezeichnet man die 1769 vollendeten Gebäude in der Breiten Straße 8 bis 12 in Potsdam. König Friedrich II. ließ die beiden Bürgerhäuser mit einer einheitlichen Fassade nach Plänen von Georg Christian Unger neu errichten und um eine Kaserne erweitern. Benannt ist das Bauwerk nach seinen Nutzern, dem Kaufmann Johann Friedrich Hiller und dem Schneidermeister Johann Gebhardt Brandt. Seit der Sanierung beherbergt das unter Denkmalschutz stehende Gebäude seit 2013 Miet- und Eigentumswohnungen.

## Geschichte

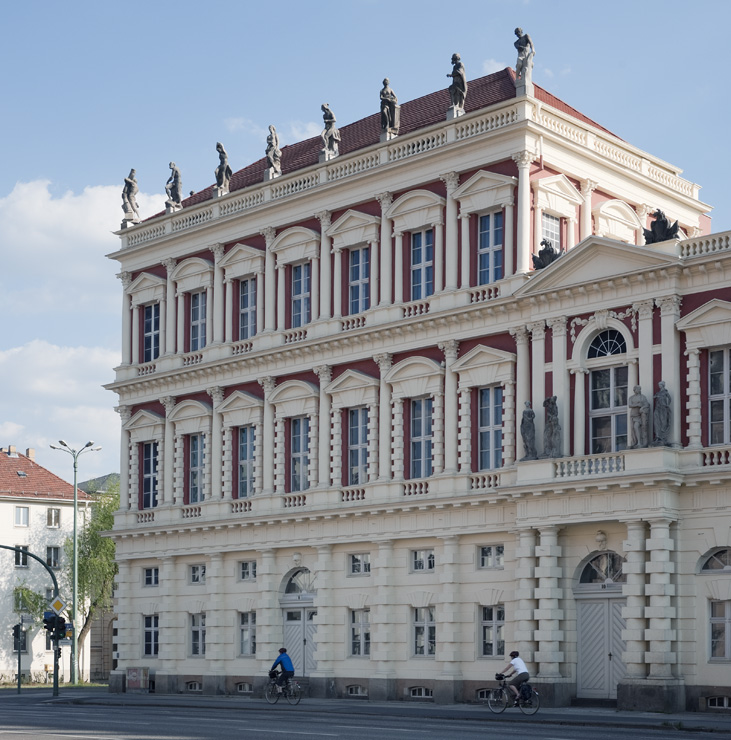
Eckhaus an der Kreuzung Breite Straße / Dortustraße (Zustand von 2011)

### Teil der Stadtverschönerung unter Friedrich dem Großen
In den 1760er Jahren fasste König Friedrich der Große den Entschluss, die Breite Straße in Potsdam zu einer breiten Prachtstraße mit repräsentativer Bebauung umzugestalten. Zahlreiche geplante Stadterneuerungen in ganz Europa dienten ihm als Vorbild. Im Zuge dieser Maßnahme ließ der König die Häuser des Kaufmannes Johann Friedrich Hiller und des Schneidermeisters Johann Gebhardt Brandt durch Architekt Georg Christian Unger auf eigene Rechnung neu errichten und um einen Kasernenbau erweitern. Solche Mischnutzungen kamen im Preußen des 18. Jahrhunderts häufiger vor und markieren den Entwicklungsbeginn der Kaserne als eigenständigen Gebäudetyp.
Am reichen Skulpturenschmuck der Fassaden und der Traufzone war unter anderem der französische Bildhauer Michel Gérin beteiligt. 1769 war der Neubau vollendet. Die Kosten von rund 70.000 Talern sollen den Preis jedes anderen Bürgerhauses im Reich bei weitem übertroffen haben. Das Haus muss den König und die Potsdamer Bürger so beeindruckt haben, dass Unger danach rund 300 weitere Wohnhäuser und öffentliche Bauten in Potsdam errichten durfte.
1833 wurden die Hiller-Brandtschen Häuser durch Architekt Christian Heinrich Ziller umgebaut. Zwischen 1920 und 1930 lebte hier der spätere Widerstandskämpfer Henning von Tresckow, der am Attentat auf Adolf Hitler am 20. Juli 1944 beteiligt war.

### Spätere Nutzungen
Zur DDR-Zeit dienten die Hiller-Brandtschen Häuser als Galerie Sozialistischer Kunst. Nach 1989 übernahm das Potsdam Museum die Räumlichkeiten als Ausstellungsflächen. 2005 erwarb eine Privatfrau aus Leipzig das Anwesen mit dem Plan, es zu einem Büro- und Geschäftshaus umzubauen. Später waren auch ein Hotel und Studentenwohnungen angedacht. Das Vorhaben wurde jedoch nicht umgesetzt.

### Sanierung
2011 erwarb das Potsdamer Bauunternehmen Gartemann die Hiller-Brandtschen Häuser. Bis 2013 wurde das Gebäude zu Miet- und Eigentumswohnungen umgebaut. Den Vertrieb übernahm die durch Erik Roßnagel vertretene Firma terraplan aus Nürnberg. In das Dach wurden teilweise Terrassen eingeschnitten. Die Fassaden erhielten die Farbigkeit des 18. Jahrhunderts zurück, der Skulpturenschmuck wurde ergänzt und der Garten wurde in Anlehnung an den Zustand des 18. Jahrhunderts wiederhergestellt. Das historische Treppenhaus im Hausteil Breite Straße 8 wurde restauriert.

## Städtebauliche Einbindung und Architektur

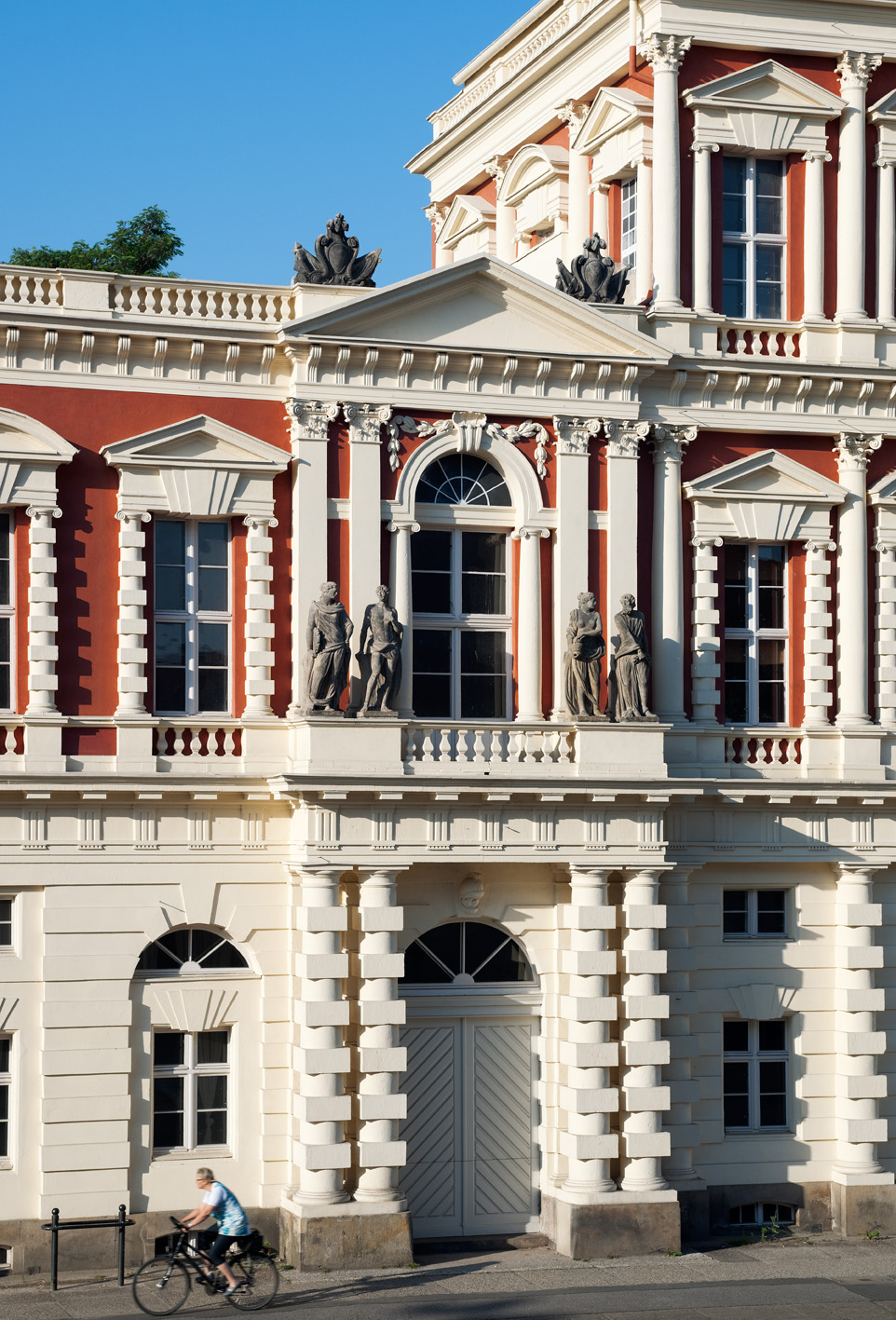
Westliches Portal des Mittelbaus an der Breiten Straße mit Figurenschmuck (Zustand von 2011)

### Städtebau
Die Hiller-Brandtschen Häuser gehören zu den wenigen Großbauten an der Breiten Straße, die den Zerstörungen des Zweiten Weltkrieges entgangen und von erheblicher städtebaulicher Bedeutung sind. In Höhe, Länge, Silhouette und Fassadengestaltung bilden sie ein Gegengewicht zum Großen Waisenhaus auf der gegenüberliegenden Straßenseite. Zusammen mit diesem bildeten sie eine städtebaulich herausragende Tor-Situation an der Kreuzung von Breiter Straße und Dortustraße.

### Architektur
Auf Geheiß des Königs lehnte sich Architekt Georg Christian Unger beim Entwurf der Fassaden eng an einen um 150 Jahre älteren nicht ausgeführten Entwurf von Inigo Jones im palladianischen Stil für Whitehall Palace in London an. Jones wiederum war in seinem Schaffen stark von dem italienischen Renaissance-Architekten Andrea Palladio beeinflusst.
Das Haus gliedert sich in drei Bauteile. In den jeweils dreigeschossigen, von Walmdächern bekrönten Kopfbauten im Osten und Westen wohnten die Eigentümer Hiller und Brandt mit ihren Familien. Dazwischen ist ein zweigeschossiger Mittelbau mit flachem Satteldach eingespannt, der die Kaserne beherbergte. Verbindendes Element aller Bauteile ist die reiche Gliederung der Fassaden. Das Erdgeschoss ist mit einer umlaufenden Rustika und toskanischen Säulen versehen. Die Obergeschosse gliedern korinthische Säulen und Pilaster, kräftige Gesimse und Fensterrahmungen mit Ädikulagiebeln. Die Zugänge zur ehemaligen Kaserne im Mittelbau an der Breiten Straße ragen als übergiebelte Risalite mit Balkonen aus der Fassade vor und lockern ihre Oberfläche auf. An der Dachtraufe aller Bauteile verläuft eine Balustrade, die mit Figuren und Reliefs geschmückt ist.

### Figurenschmuck
Der plastische Schmuck der Fassaden spiegelt die unterschiedlichen Nutzungen der Gebäudeteile wider. Die Attiken und Balkone der beiden Kopfbauten schmücken 29 Statuen aus Sandstein. Um ihren Oberflächen die Wirkung von Marmor zu verleihen, wurden sie mit Silikatkreide eingerieben. Sie zeigen von der antiken Mythologie und Tracht beeinflusste Männer- und Frauenfiguren, darunter Darstellungen römischer Gottheiten (unter anderem Ceres, Venus und Bacchus) und Musen, Heldenfiguren und Personifikationen der Jahreszeiten. Am früheren Kasernenbau sind in den Keilsteinen der Fensterbögen Maskarons von Kriegern, auf der Attika Wappenkartuschen angebracht.

### Innenräume
Die Innenräume der Hiller-Brandtschen Häuser wurden seit 1769 mehrfach durchgreifend verändert, sodass vom bauzeitlichen Zustand nur wenig erhalten blieb. Sie wurden für die Wohnnutzung weitgehend neu gestaltet. Im Bauteil Breite Straße 8 blieb das hölzerne Treppenhaus bewahrt.